# Anna Elisabeth Prinz

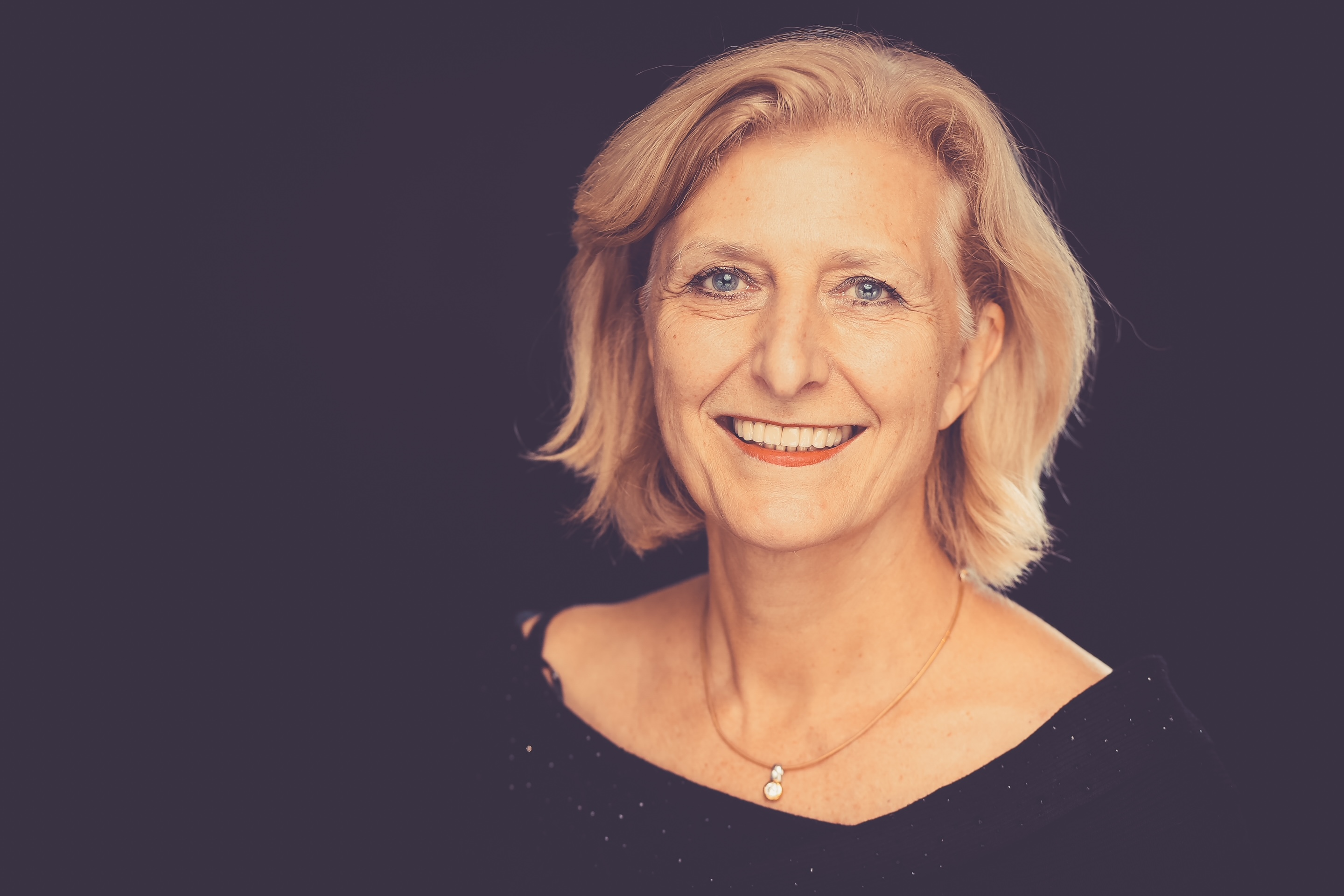
Anna Elisabeth Prinz (2018)

Anna Elisabeth Prinz (* 4. Juni 1955 in Bad Münstereifel) ist eine deutsche Diplomatin im Ruhestand. Sie war zuletzt von Juli 2019 bis Juli 2021 Botschafterin in Schweden. Vorher war sie Botschafterin in Australien (2016 bis 2019) und Botschafterin in Slowenien (2013 bis 2016).

## Leben
Anna Prinz begann nach dem Abitur 1974 ein Studium der Fächer Politikwissenschaften, Russische Sprache, Rechtswissenschaft und Anglistik an der Georg-August-Universität Göttingen, an der sie auch als Wissenschaftliche Mitarbeiterin tätig war. Nach ihrer Promotion zur Dr. rer. pol. 1983 begann sie 1984 mit Unterstützung des McCloy Academic Scholarship Program ein zweijähriges postgraduales Studium der Fächer Verwaltungsmanagement, Wirtschaftswissenschaften und Internationale Beziehungen an der Harvard University, welches sie 1986 mit einem Master of Public Administration (M.P.A.) beendete. Zu dieser Zeit war sie an der Harvard Law School als Affiliate für Environmental Mediation tätig.
1986 begann Anna Prinz den Vorbereitungsdienst für den höheren Auswärtigen Dienst und war nach dessen Abschluss zwischen 1988 und 1990 Leiterin des Presse- und Kulturreferats an der Botschaft in Sri Lanka, ehe sie von 1990 bis 1993 Referentin für Internationale Rohstoffabkommen im Auswärtigen Amt in Bonn war. Anschließend fungierte sie zwischen 1993 und 1997 als Leiterin der Wirtschaftsabteilung an der Botschaft in Rumänien sowie von 1997 bis 1999 als Leiterin des Politikreferats an der Botschaft in Indonesien.
Nach ihrer Rückkehr nach Deutschland fand Anna Prinz wiederum Verwendung im Auswärtigen Amt in Berlin, und zwar anfangs zwischen 1999 und 2002 als stellvertretende Leiterin des Arbeitsstabes für die EU-Erweiterung sowie danach von 2002 bis 2004 als Leiterin des Referats Öffentlichkeitsarbeit Inland im Leitungsstab, ehe sie zwischen 2004 und 2006 stellvertretende Leiterin der Abteilung für Kommunikation, Öffentlichkeitsarbeit und Medien war. Zuletzt fungierte sie von 2006 bis 2008 als Beauftragte für Medien im Auswärtigen Amt und war danach zwischen 2008 und 2011 Gesandte und Ständige Vertreterin des Botschafters in Japan. Daraufhin kehrte sie zwischen 2011 und 2013 erneut ins Auswärtige Amt nach Berlin zurück und war dort Beauftragte für Außenwissenschaftspolitik und Internationale Kulturbeziehungen.
Anna Prinz war von 2013 bis 2016 Botschafterin der Bundesrepublik Deutschland in Slowenien.
Von Ende Juli 2016 bis Ende Juni 2019 war sie Botschafterin der Bundesrepublik Deutschland in Canberra (Australien) mit gleichzeitiger Akkreditierung für Nauru, Papua-Neuguinea, Vanuatu und die Salomonen. Von Juli 2019 bis Juli 2021 war sie die Botschafterin der Bundesrepublik Deutschland in Stockholm (Schweden).
Prinz hat vier Kinder.